# کوه پوماهوآین
کوه پوماهوآین (به اسپانیایی: Pumahuaín) یک کوه در پرو است که در Catac District واقع شده‌است. کوه پوماهوآین ۵٬۰۰۸ متر بالاتر از سطح دریا واقع شده‌است.